# 国际标准音像制品编码
国际标准音像制品编码（英語：International Standard Recording Code，ISRC），由ISO 3901定义，是国际通用的錄音及音樂錄像制品出版物的代码。IFPI被ISO指定為注冊ISRC編碼的機構。TC 46/SC 9負責ISRC編碼的標準，于1986年将该标准编纂为ISO 3901，并于2001年对其进行了更新。

## ISRC编码的结构
ISRC编码的形式为：ISRC 国家码-出版者码-录制年码-记录码-记录项码
- 其中大写字母“ISRC”为国际标准音像制品编码不可缺少的标志。编码包含了国家码、出版者码、录制年码、记录码和记录项码这五个部分，各部分间以一个连字符“-”分隔。ISRC编码总长恒为12个字符。

举例：ISRC SE-A23-99-029-11、ISRC CN-M01-01-0030-0
2012年起，中国ISRC作出微调，取消记录码和记录项码，采用统一国际标准，除音乐录像制品外，录像制品不再使用ISRC号，改用ISBN号。
举例：ISRC CN-M01-19-00094

### 国家码
- 国家码代表音像出版者所在国家，由两个大写英文字母组成。IFPI根据ISO 3166国际标准的规定，分配给ISRC会员国。中华人民共和国代码为CN。

### 出版者码
- 出版者码由恒长为3个字符的字母、数字组成。字母均为大写，范围为A-H、J-N、P-Z；数字范围为0-9。一般情况下，3个字符中至少应有一位字母或数字。出版者码由出版者所在国家的ISRC国家中心负责分配管理。

### 录制年码
- 代表被编码的音像制品的录制出版完成年份，为两位数字。如92代表1992年，02代表2002年。

### 记录码
- 记录码是一种音像制品的整体代码，由3位或4位数字组成。3位数字范围为300-999，4位代码范围为0000-2999。
- 该码在2012年微调之后取消。[1]

### 记录项码
- 记录项码是一种音像制品中每一项独立节目的代码，由1位或2位数字组成。1位代码范围为0-9，2位代码范围为00-99。记录项码为0或00代表一种音像制品的全部。
- 记录码与记录项码长度之和恒为5位数字。记录码与记录项码由音像出版者负责分配。
- 该码在2012年微调之后取消。[1]

### 名称码
- 名称码是2012年微调之后一种音像制品中每一项独立内容或整体的代码，由5位数字组成，由00001开始。
- 名称码长度恒为5位数字。名称码由音像出版者负责分配。[1]

## 外部連結
台灣
- ISRC-國際標際錄音錄影資料代碼查詢系統 International Standard Recording Code.（页面存档备份，存于）

中国大陆
- 中国标准录音制品编码（ISRC）中心（页面存档备份，存于）

国际标准化组织
- ISO3901:2001 （页面存档备份，存于）